# Herminia obliqualis
Herminia obliqualis är en fjärilsart som beskrevs av John Henry Leech. Herminia obliqualis ingår i släktet Herminia och familjen nattflyn. Inga underarter finns listade i Catalogue of Life.